# ديف بابكوك
ديف بابكوك (بالإنجليزية: Dave Babcock)‏  هو مغني وقائد فرقة موسيقية ومنتج كندي.

## وصلات خارجية
- الموقع الإلكتروني